# Аліша Янг (культуристка)
Аліша Янг (англ. Aleesha Young; нар. 10 листопада 1984, Солт-Лейк-Сіті, США) — американська бодібілдерка. Якг виграла чемпіонат NPC USA Championships в 2014 році, після чого стала професіоналкою. Максимальний об'єм ії рук складав більше 18 дюймів (45,7 см), а квадріцепси понад 28 дюймів (71 см) при зрості 170 см. 
Батько був проффесіональним культуристом, її брат грає в американський футбол і хокей, її сестра грає у хокей. Аліша Янг почала займатися спортом ще в юному віці: софтболом, баскетболоми, черлідінгом. Культуризмом почала займатися в 15 років разом з батьком.
Набір маси ніколи не був для неї проблемою. Особливу увагу Янг приділяла тренуванню трицепсів, вважаючи їх головною м'язовою групою для жінки-бодібілдерки. Тому її руки виглядали доволі об'мними та збалансованими у розвитку. Вона тренувала їх двічі на тиждень, один раз у залі, другий в домашніх умовах, виконоючи прості вправи з вагою власного тіла: відтискання від підлоги з вузькою постановою рук та зворотні відтискання від опори.
Ставши професійною спорстменкою, Янг швидко скористалася перевагами професіних змагань, що проводилися Джейком Вудом і організацією Wings of Strength, та уклала низку контрактів з виробниками спортивного харчування. У 2019 вона зайняла перше місце на чемпіонаті WOS Chicago Pro Championships, після чого націлилася на чемпіонат світу Rising Phoenix.